# Juhyō no yoromeki
Juhyō no oromeki è un film del 1968 diretto da Yoshishige Yoshida.

## Trama
Yuriko e Akira hanno una complicata relazione amorosa, ma quando Yuriko crede di essere incinta, va a ricercare un suo ex, Kazuo, ora sposato.
I tre si ritrovano assieme in un albergo di una località montana, dove Akira apprende che il motivo per cui Yuriko e Kazuo si erano lasciati era che quest’ultimo non riuscisse a soddisfarla sessualmente. Quando Akira, scosso, si avventura da solo sulla montagna sotto la neve, gli altri due, preoccupati, si mettono sulle sue tracce.
Intanto appare, mentre Yuriko ed il suo ex fanno l’amore, che il problema di Kazuo era solo temporaneo. Akira viene ritrovato, e, una notte, si accinge a fare sesso con Yuriko, ma manifesta una disfunzione erettile.
La mattina, Akira si aggira per le pendici innevate del monte insieme a Yuriko e a Kazuo, e, sconvolto per la propria défaillance della notte precedente, minaccia il suicidio dicendosi certo che gli altri due, come avevano fatto in precedenza, sarebbero accorsi a recuperarlo.
Ed è in un certo senso ciò che accade, quando Yuriko e Kazuo recuperano il cadavere di Akira, che si è gettato da una rupe.